# Tanec v temnotách
Tanec v temnotách (v dánském originále Danser i mørket) je muzikálový melodramatický film režiséra Larse von Trier z roku 2000.
Hlavní postavu české emigrantky Selmy Ježkové v něm ztvárnila islandská zpěvačka Björk. Selma, trpící degenerativní nemocí očí, pracuje jako dělnice v továrně, kde se snaží našetřit peníze na operaci očí pro svého syna, který trpí touž nemocí.
Ve filmu hrají také Catherine Deneuve, David Morse, Cara Seymourová, Peter Stormare, Siobhan Fallon Hoganová a Joel Grey.
Autorkou většiny soundtracku k filmu, které později vyšlo jako album Selmasongs, je Björk, nicméně několika skladbami přispěl Mark Bell a texty Lars von Trier a Sigurjón Birgir Sigurðsson. Ve filmu byly rovněž použity tři písně z muzikálu The Sound of Music dvojice Rodgers a Hammerstein.
Na základě děje filmu napsal Poul Ruders operu Selma Ježková.

## Obsazení
- Björk jako Selma Ježková
- Catherine Deneuve jako Kathy (Cvalda)
- David Morse jako Bill Houston
- Peter Stormare jako Jeff
- Jean-Marc Barr jako Norman
- Joel Grey jako Oldřich Nový
- Cara Seymour jako Linda Houston
- Siobhan Fallon jako Brenda
- Vladica Kostic jako Gene Ježek
- Vincent Paterson jako Samuel
- Željko Ivanek jako Návladní
- Udo Kier jako Dr. Pokorný
- Jens Albinus jako Morty
- Reathel Bean jako Soudce
- Michael Flessas jako Rozhněvaný muž
- Mette Berggreen jako Recepční
- Lars Michael Dinesen jako Obhájce
- Katrine Falkenberg jako Suzan
- Stellan Skarsgård jako Lékař